# Tiranas klocktorn
Tiranas klocktorn (albanska: Kulla e Sahatit në Tiranë) byggdes i Tirana, Albaniens huvudstad, år 1822. Klocktornet byggdes av Ethem Pasha, som även har byggt Et'hem Bey-moskén. Tornet består av 90 trappor som i en spiral leder upp till toppen. Tornet är 35 meter högt och var vid tiden då det byggdes Tiranas högsta byggnad.